# SC Rasta Vechta
El SC Rasta Vechta es un club de baloncesto profesional de la ciudad de Vechta, que milita en la Basketball Bundesliga, la primera categoría del baloncesto alemán. Disputa sus partidos en el RASTA-Dome, con capacidad para 3.140 espectadores.

## Registro por temporadas
| Temporada | División | Liga | Posición | Copa de Alemania | Competición Europea   |
| --------- | -------- | ---- | -------- | ---------------- | --------------------- |
| 2009–10   | 3        | ProB | 12º      |                  |                       |
| 2010–11   | 3        | ProB | 3º       |                  |                       |
| 2011–12   | 3        | ProB | 2º       |                  |                       |
| 2012–13   | 2        | ProA | 1º       |                  |                       |
| 2013–14   | 1        | BBL  | 18º      |                  |                       |
| 2014–15   | 2        | ProA | 10º      |                  |                       |
| 2015–16   | 2        | ProA | 2º       |                  |                       |
| 2016–17   | 1        | BBL  | 17º      |                  |                       |
| 2017–18   | 2        | ProA | 1º       |                  |                       |
| 2018–19   | 1        | BBL  | 4º       |                  |                       |
| 2019–20   | 1        | BBL  | 9º       | Octavos de final | Champions League (TR) |

## Palmarés
- Campeón de la 2.Regionalliga

2008
- Subcampeón de la 2.Basketball Bundesliga Pro B

2012
- Campeón de la ProA

2013

## Jugadores destacados
| - Max Weber - Derrick Allen - Vincent Bailey - Rashad Bishop - Will Conroy - Steven Esterkamp - A.J.Rudowitz | - Dylan Talley - Dennis Tinnon - Richard Williams - Derek Wright - Dejan Stojanovski - Urule Igbavboa - Faisal Aden |